# Strepsils
Strepsils é uma linha de pastilhas antiinflamatórias de ação específica na garganta fabricadas pela Reckitt Benckiser, em Nottingham, Reino Unido. Vêm em uma variedade de sabores e é parte das marcas da Boots Healthcare International (BHI) que a Reckitt Benckiser adquiriu em 2006. A partir de 2010, torna-se o mais vendido produto de dor de garganta no mundo.
O produto foi lançado em 2011 no Brasil nos sabores mel e limão, nas versões com 8 e 16 pastilhas; atualmente a Strepsils está presente em mais de 110 países.